# Вполне несвязное пространство
В топологии и связанных разделах математики вполне несвязное пространство (наследственно несвязное, дисперсное) — это топологическое пространство, которое не имеет нетривиальных связных подмножеств. В любом топологическом пространстве пустое множество и одноточечные множества — связные. Во вполне несвязном пространстве это единственные связные подмножества.
Важным примером вполне несвязного пространства является множество Кантора. Другим примером, играющим ключевую роль в алгебраической теории чисел, является поле p-адических чисел {\displaystyle \mathbb {Q} _{p}}.

## Определение
Топологическое пространство X называется вполне несвязным, если связными компонентами X являются только одноточечные множества.

## Примеры
- Дискретное пространство
- Множество рациональных чисел
- Множество иррациональных чисел
- Множество p-адических чисел.
  - Более общо, вполне несвязными являются проконечные группы
- Множество Кантора
- Пространство Бэра (Теория множеств)[англ.]
- Прямая Зоргенфрея
- Нульмерное хаусдорфово пространство
- Нульмерное T1-пространство
- Экстремально несвязное хаусдорфово пространство
- Стоуновское пространство[англ.]
- Веер Кнастера — Куратовского представляет собой пример связного пространства, которое при удалении лишь одной точки становится вполне несвязным

## Свойства
- Подпространства, произведения и копроизведения вполне несвязных пространств вполне несвязны.
- Вполне несвязные пространства являются T1-пространствами в случае, если точки замкнуты.
- При непрерывном отображении образ вполне несвязного пространства, вообще говоря, не обязательно является вполне несвязным.
- Локально компактное хаусдорфово пространство является нульмерным тогда и только тогда, когда оно вполне несвязно.
- Любое вполне несвязное компактное метрическое пространство гомеоморфно подмножеству счетного произведения дискретных пространств.

## Конструирование несвязного пространства
Пусть {\displaystyle X} — произвольное топологическое пространство. Пусть {\displaystyle x\sim y} тогда и только тогда, когда {\displaystyle y\in \mathrm {conn} (x)} (где {\displaystyle \mathrm {conn} (x)} обозначает максимальное связное подмножество, содержащее {\displaystyle x}). Очевидно, отношение {\displaystyle \sim } является отношением эквивалентности, следовательно можно построить соответствующее факторпространство {\displaystyle X/{\sim }.} Топология на {\displaystyle X/{\sim }} естественным образом индуцируется топлогией на {\displaystyle X,} а именно, открытые подмножества {\displaystyle X/{\sim }} — это в точности те множества классов эквивалентности, прообраз которых при отображении факторизации является открытым в {\displaystyle X.}
Приложив немного усилий, можно показать, что {\displaystyle X/{\sim }} является вполне несвязным. Мы также имеем следующее универсальное свойство: если {\displaystyle f:X\rightarrow Y} — непрерывное отображение во вполне несвязное пространство, то оно единственным образом представимо в виде {\displaystyle f={\breve {f}}\circ m,} где отображение {\displaystyle {\breve {f}}:(X/\sim )\rightarrow Y} непрерывно, а {\displaystyle m} — отображение факторизации.